# Jacques Decour
Daniel Decourdemanche, dit Jacques Decour, est un écrivain et résistant communiste français, né le 21 février 1910 à Paris et mort pour la France, fusillé par les Allemands, le 30 mai 1942 au fort du Mont-Valérien à Suresnes.

## Biographie
Daniel Decourdemanche naît dans le 17e arrondissement de Paris, rue Brunel, en 1910 : il est le fils de Jules Decourdemanche, associé d’un agent de change, et de Marie-Madeleine Dassier ; il est aussi le neveu de l’orientaliste Alphonse Decourdemanche. Il fait ses études à Paris au lycée Carnot, où il reste six ans, puis au lycée Pasteur de Neuilly. Il commence des études de droit, mais change rapidement d'orientation : il étudie la littérature allemande et devient, en 1932, le plus jeune agrégé d'allemand.
Il épouse en 1929 Jacqueline Bailly (1909-1996), la fille d'un professeur du lycée Pasteur. Le couple a une fille, Brigitte, en août 1933.
En 1930, il publie son premier roman, Le Sage et le Caporal, chez Gallimard, sous le pseudonyme de Jacques Decour. Il est nommé, en 1931, assistant de français en Prusse au lycée de Magdebourg. Là, il rédige Philisterburg, un récit qui décrit la montée du nazisme et « le mythe inadmissible de la race ». À partir de 1930, il publie des critiques littéraires et des traductions d'œuvres allemandes.
Il est nommé au lycée de Reims de 1932 à 1936 et adhère au mouvement des jeunesses communistes. En 1936, il fait paraître chez Gallimard son roman, Les Pères. Il enseigne ensuite pendant un an au lycée Descartes à Tours où il entre au Parti communiste. Il rédige des articles pour le journal communiste La Voix du Peuple de Touraine et déploie une grande activité militante.
En 1937, il devient professeur d'allemand à Paris au lycée Rollin (lycée qui, à la Libération, sera renommé « lycée Jacques-Decour » en son honneur). En décembre 1938, il devient rédacteur en chef de la revue Commune, éditée par l'Association des écrivains et artistes révolutionnaires, dont le directeur est Louis Aragon.
En septembre 1939, à la déclaration de guerre, il est mobilisé comme simple soldat à Vernon. À la démobilisation, il est chauffeur du général de Lattre de Tassigny à Clermont-Ferrand et rejoint Paris où il retrouve le lycée Rollin. Il entre dans la Résistance en créant deux revues : en novembre 1940 L'Université libre et en février 1941 La Pensée libre (avec Georges Politzer et Jacques Solomon), qui sera la plus importante publication clandestine de la France occupée.
En 1941, Decour devient le responsable du Comité national des écrivains qui projette la publication d'une nouvelle revue, Les Lettres françaises qu'il ne verra pas paraître, puisque le 17 février 1942, Decour est arrêté par la police française. Remis aux Allemands, il est fusillé comme otage le 30 mai 1942 à 14 h, une semaine après Georges Politzer et Jacques Solomon. De sa cellule au Mont-Valérien, le jour de son exécution, il écrit à sa famille une lettre particulièrement émouvante, message d'adieu d'un condamné à ceux qu'il aime. Il y exprime notamment sa confiance dans la jeunesse, persuadé que son sacrifice ne sera pas vain :

« Vous savez que je m’attendais depuis deux mois à ce qui m’arrive ce matin, aussi ai-je eu le temps de m’y préparer ; mais comme je n'ai pas de religion, je n'ai pas sombré dans la méditation de la mort : je me considère un peu comme une feuille qui tombe de l'arbre pour faire du terreau —  la qualité du terreau dépendra de celle des feuilles — je veux parler de la jeunesse française en qui je mets tout mon espoir »,.

Il est inhumé dans le caveau familial au cimetière de Montmartre.

## Distinctions
- Mort pour la France
- Interné résistant
- Personne citée au Panthéon de Paris
- Citation à l'ordre de la Nation
- Ordre national du Mérite

## Publications

### Œuvres de Jacques Decour

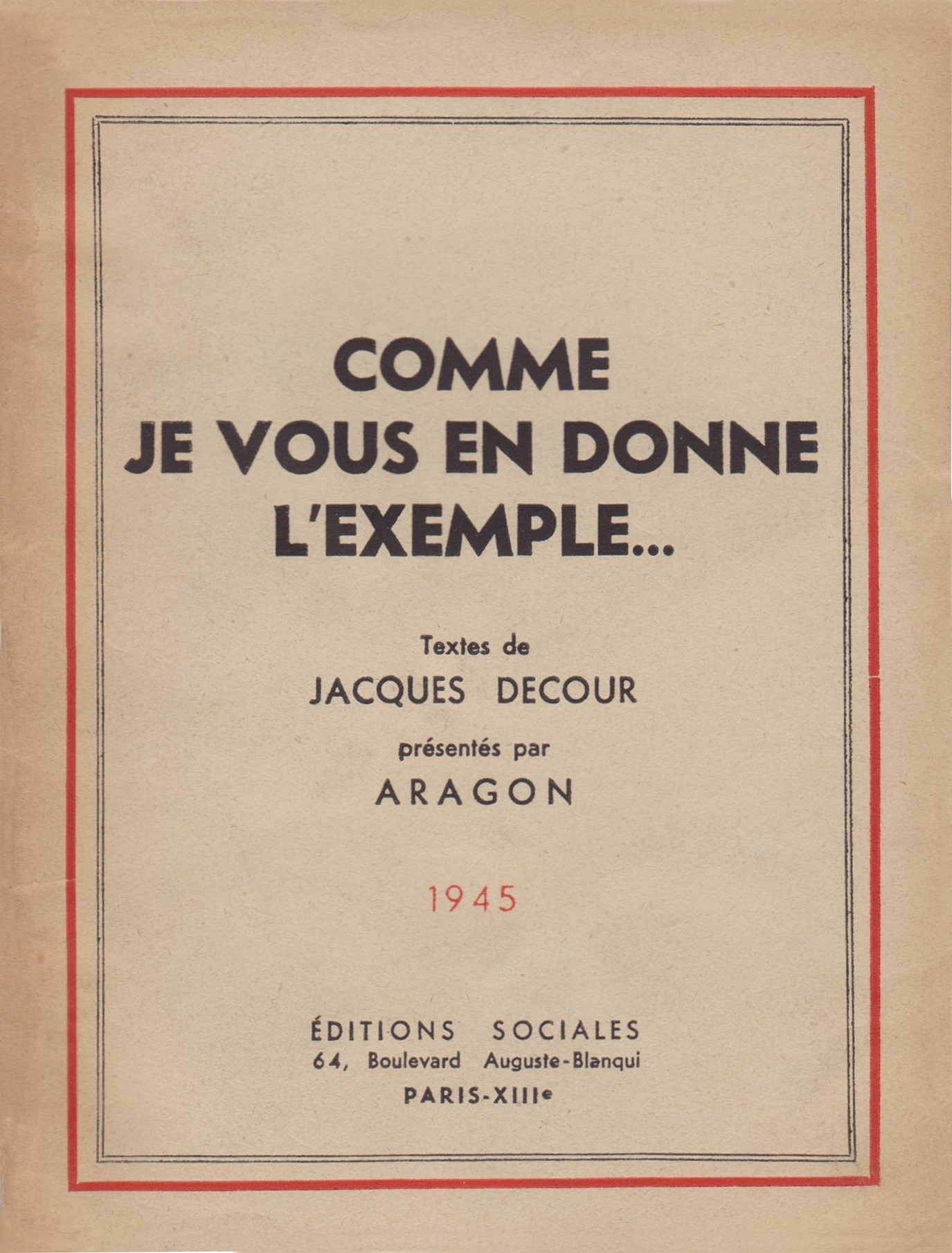
Jacques Decour, Comme je vous en donne l'exemple..., brochure publiée en 1945, préfacée par Aragon.

- Le Sage et le Caporal, Gallimard, Paris, 1930 ; réédition Farrago, Tours, 2002 (Le Sage et le Caporal suivi de Les Pères et de sept nouvelles inédites).
- Philisterburg, Gallimard, Paris, 1932 ; réédition Farrago, Tours, 2003.
- La Révolte, article de La Nouvelle Revue française, no 246, mars 1934, repris dans Comme je vous en donne l'exemple... et dans Le Sage et le Caporal suivi de Les Pères et de sept nouvelles inédites, Farrago, 2002.
- La Religion romantique en Allemagne, dépôt de sujet de thèse de doctorat, 1934.
- Les Pères, Gallimard, 1936 ; réédition Farrago, Tours, 2002 ; (Le Sage et le Caporal suivi de Les Pères et de sept nouvelles inédites).
- Pages choisies de Jacques Decour, Les Éditions de Minuit, Paris, 20 février 1944 (publié dans la clandestinité pour le Comité national des écrivains), préface non signée de Jean Paulhan.
- Comme je vous en donne l'exemple..., textes de Jacques Decour présentés par Aragon, Les Éditions sociales, Paris, 1945 ; réédition Les Éditeurs français réunis, 1974 [lire en ligne]
- Nos jeunes morts sont secrets. Littérature et résistance, éditions Farrago, 2003.
- La Faune de la collaboration. Articles 1932-1942, éditions La Thébaïde, 2012
- Quand vous voudrez de mes nouvelles..., textes et photos de Jacques Decour, publié à l'occasion du 75e anniversaire de sa mort, édition établie par Emmanuel Bluteau, La Thébaïde, 2017.
- Philisterburg, Paris, Allia, 2023 (ISBN 979-10-304-2972-5), p. 144

### Traductions de l'allemand
- Le Triomphe de la sensibilité, in Théâtre complet de Goethe, Bibliothèque de la Pléiade, éditions de La Nouvelle Revue française, 1942.
- Les Mystères de la maturité de Hans Carossa, éditions Stock, 1941 (sous le nom de Daniel Decourdemanche).
- L'Art gothique de Wilhelm Worringer, Paris, Gallimard, 1941 (sous le nom de Daniel Decourdemanche).
- La Carrière de Doris Hart de Vicki Baum, 1948.
- Les Dessous de la diplomatie de Hans Rudolf Berndorff, 1932.
- Suivi de l’élaboration de la pensée par le discours de Heinrich von Kleist.
- Le Roman d’un coup d’État d'Alfred Neumann, 1935.
- Les Désordres sexuels de Richard Schauer, 1934.
- La Sexualité dans l’univers de Curt Thesing, 1933.
- Le Fils d’Hannibal de Ludwig Ernst Wolff, 1938.

## Hommages

### National
Jacques Decour est cité à l'ordre de la Nation le 3 juin 1949. Son nom est gravé au Panthéon sur une plaque citant la liste des « écrivains morts pour la France » pendant la guerre de 1939-1945.
La mention « Mort pour la France » lui est attribuée par le secrétariat général aux Anciens Combattants le 24 septembre 1945.

### Jacques Decour au présent
Dix-huit villes en France et deux en Allemagne honorent le nom de Jacques Decour :
- Bobigny (Seine-Saint-Denis) : école élémentaire Jacques-Decour ;
- Champigny-sur-Marne (Val-de-Marne) : groupe scolaire Jacques-Decour, maternelle et élémentaire. Ligne de bus no 201, arrêt Jacques-Decour. Musée de la Résistance nationale, panneau « Jean Paulhan », Jacques Decour y est cité ;
- Combes et Rosis (Hérault) : forêt domaniale des Écrivains combattants, stèle « Allée Jacques-Decour ». Écrivains qui « ont versé peu d’encre, mais tout leur sang » (Roland Dorgelès). Stèle rénovée, ainsi que les soixante-quatre autres. Inauguration le 30 septembre 2016 par le sous-préfet de Béziers en présence de l’Association des écrivains combattants (AEC) ;
- Fleury-Mérogis (Essonne) : rue Jacques-Decour ;
- Garges-lès-Gonesse (Val-d’Oise) : ligne de bus no 31, arrêt Jacques-Decour. Rue Jacques-Decour ;
- Lanester (Morbihan) : rue Jacques-Decour ;
- Le Blanc-Mesnil (Seine-Saint-Denis) : boulevard Jacques-Decour. Cité Jacques-Decour. Gymnase  Jacques-Decour. Groupe scolaire Jacques-Decour, maternelle et élémentaire. Décision du conseil municipal du 13 décembre 1960. Inauguration le 16 septembre 1962 par Mme Denise Decourdemanche, sa sœur. Ligne de bus no 620, arrêt « Cité Jacques-Decour ». Square Jacques-Decour ;
- Magdebourg (Allemagne) : Stolperstein « Hier lehrte Daniel Decourdemanche, gen. Jacques Decour, Jg.1910, Resistance, verhaftet 17.2.1942, ermordet 30.5.1942, Paris ». Pavé de mémoire inauguré le 11 novembre 2014 devant le Domgymnasium où Jacques Decour fut professeur d’échange en 1930-1931 ;
- Montataire (Oise) : groupe scolaire Jacques-Decour, maternelle et élémentaire. Rue Jacques-Decour. Décision du conseil municipal du 23 mai 1969 ;
- Nanterre (Hauts-de-Seine) : club d’échecs Jacques-Decour. Groupe scolaire Jacques-Decour, maternelle et élémentaire. PMI (protection maternelle infantile) Jacques-Decour. Rue Jacques-Decour. Salle de quartier polyvalente Jacques-Decour. Square Jacques-Decour ;
- Paris (Ville de Paris) : cité scolaire Jacques-Decour (9e), collège et lycée. Plaque « Aux écrivains morts pour la France » au Panthéon (5e arrondissement), Jacques Decour y est cité. Sépulture au cimetière de Montmartre (18e arrondissement), division 25, ligne 19, tombe 13 ;
- Pierrefitte-sur-Seine (Seine-Saint-Denis) : fonds Jacques-Decour, Archives nationales. Don de Mme Brigitte Decourdemanche, sa fille, le 8 novembre 2002. Pôle Seconde Guerre mondiale ;
- Reims (Marne) : plaque « Aux morts pour la France 1939-1945 », collège Université, Jacques Decour y est cité. Plaque « Guerre de 1939-1945, morts en déportation et dans les Territoires d’Outre-mer », dans le lycée Georges-Clemenceau (hall du bâtiment administratif), inaugurée en 1958, Jacques Decour y est cité. Plaque « Honneur à tous les maîtres de l’école laïque victimes de la barbarie nazie tombés pour la défense de la liberté. Honneur à nos héros marnais », square des Victimes-de-la-Gestapo, Jacques Decour y est cité ;
- Saint-Cyr-l'École (Yvelines) : rue Jacques-Decour. Inaugurée en 1958 ;
- Saint-Pierre-des-Corps (Indre-et-Loire) : collège Jacques-Decour. Lignes de bus no 5, 16 et 50, arrêt Jacques-Decour (terminus de la ligne 16) ;
- Sevran (Seine-Saint-Denis) : allée Jacques-Decour. Ligne de bus no 618, arrêt Jacques-Decour ;
- Suresnes (Hauts-de-Seine) : cloche des Fusillés, Mont-Valérien, Daniel Decourdemanche y est cité. Domicile familial 19, rue Jacques-Decour (ex rue des Verjus)[9],[10]. Ligne de bus AS, arrêt Jacques-Decour. Rue Jacques-Decour ;
- Tours (Indre-et-Loire) : plaque commémorative, lycée Descartes (hall d’honneur), dévoilée le 9 octobre 1975. Rue Jacques-Decour, inaugurée le 22 février 2014 et cérémonie de l’Amicale des vétérans du PCF 37, Tours-Nord ;
- Tübingen (Allemagne) : Wildermuth-Schule, construite en 1927. Renommée « collège Decourdemanche » (1945-1955) par les militaires français alors en poste dans la zone sud de la ville ;
- Vierzon (Cher) : rue Jacques-Decour. Décision du Conseil municipal du 9 juin 1960.